# Мегурень (Бреїла)
Мегурень, Мегурені (рум. Măgureni) — село у повіті Бреїла в Румунії. Входить до складу комуни Мерашу.
Село розташоване на відстані 149 км на схід від Бухареста, 54 км на південь від Бреїли, 88 км на північний захід від Констанци, 71 км на південь від Галаца.

## Населення
За даними перепису населення 2002 року у селі проживали 682 особи, усі — румуни. Усі жителі села рідною мовою назвали румунську.